# Kanton Orléans-Bourgogne
Der Kanton Orléans-Bourgogne war von 1806 bis 2015 ein französischer Wahlkreis im Arrondissement Orléans, im Département Loiret und in der Region Centre-Val de Loire; sein Hauptort ist Orléans.
Der Kanton umfasste Wahlberechtigte aus einem Teil der Stadt Orléans. Zum Kanton gehörten die Stadtteile:
- Bourgogne – République
- Pasteur
- St-Vincent